# 张文琮
张文琮（？—？），贝州武城县（今河北省衡水市故城县）人，唐朝官员。

## 生平
张虔雄子。张文琮喜欢著书，笔不离手。子弟劝止，他说：“我喜欢如此，不觉得倦怠。”贞观年间，为治书侍御史，转任亳州刺史。为政清简，百姓得安。永徽初年，献《太宗文皇帝颂》，唐高宗下制书褒美，赐绢百匹，拜户部侍郎。其弟张文瓘为水部员外郎，按制度兄弟不许同在台阁，于是张文瓘出任云阳县令。房遗爱是他的从母弟（姨表弟），获罪，贬为房州刺史，张文琮作诗为他饯行。房遗爱伏诛，张文琮连坐贬为建州刺史。建州境内崇尚淫祀，不立社稷。张文琮下教书：“春秋二社本于农，惟独建州，废而不立。礼典阙失，何以观风俗？近年已来，田亩荒芜不熟，难道不是因为不祭先农所致吗！神在于敬，可以致福。”于是公布法度条令，始建社稷祀场，百姓欣悦地施行了。在任上去世。有文集二十卷。其子张戩、张锡。

## 子孙
- 张戩，江州刺史
- 张挹，比部郎中
- 张概
- 张錫
  - 张欢
    - 张惟一，華州刺史

  - 张宙，安陽縣令
  - 张寂，屯留縣令